# 웹 사이언스

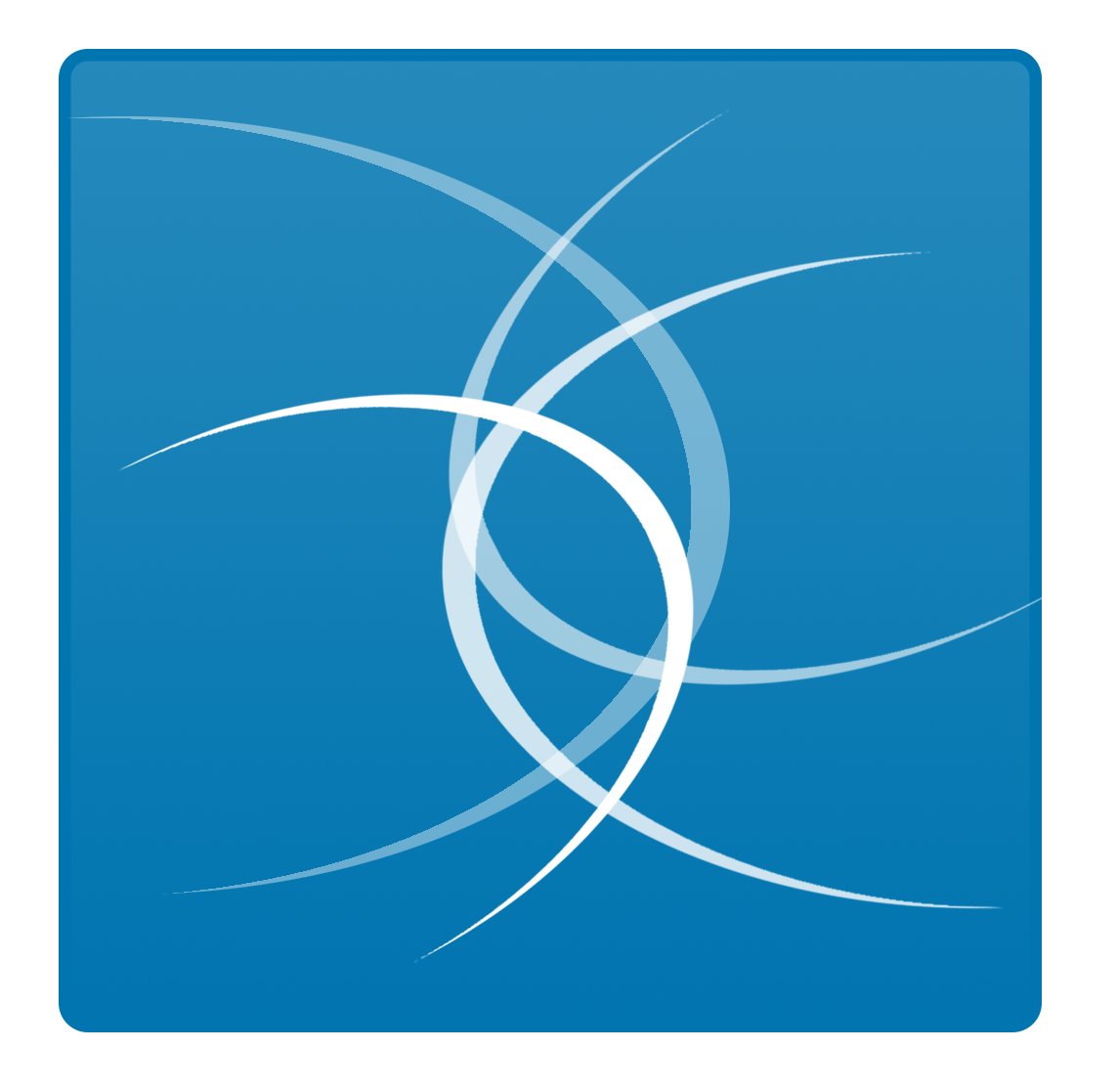

웹 사이언스(Web Science)는 World Wide Web(WWW)의 창안자인 팀 버너스-리 경(Sir Timothy John “Tim” Berners-Lee, 1955년 6월 8일~)이 지난 2005년 새롭게 제시한 연구 주제로, 기존의 컴퓨터 과학 측면의 방법에서 벗어나 인문학과 공학 등의 학문 경계를 넘나들면서 웹의 보편적 가치를 찾는 것을 추구하고 있다.

## 연구 목표
웹은 인류 역사상 가장 거대한 정보 구조물로 인류의 두뇌로 해석될 수 있다. 다양한 수준의 추상화를 통해 복잡한 네트워크 구조를 해석하고 내부적인 혹은 주변 환경과의 상호작용을 통해 데이터/정보/지식의 흐름을 처리한다는 측면에서 웹 사이언스는 뇌 과학과도 유사한 면을 갖고 있다고 할 수 있을 것이다. 하지만 웹은 한 인간이 가지고 있는 구조물인 뇌와 달리 수많은 사람들이 동시에 연계되어 상호작용을 하고 있다는 것 때문에 복잡성을 가지고 있다. 다만 그럼에도 불구하고, 하나의 객체로서 다양한 관점에서 분석할 수 있는 방법론이 많이 알려져 있기 때문에 과학이나 공학으로서의 탐구가 비교적 수월할 수 있다. 웹 사이언스 학문의 근본적인 목표는 웹이 인류에 이바지하기 위해 나아가야 할 방향을 탐구하는데 있다고 할 것이다. 웹 사이언스는 웹을 연구 대상으로 하는 새로운 학문 분야로서 웹의 과학적, 공학적, 사회적 측면간의 상호작용 연구 등 학제간 연구를 수행한다. 특히 크게 2가지 관점으로 웹의 본질과 웹이 인간 사회에 미치는 영향 파악을 위한 과학적 분석 방법론, 웹을 구축하고 확장하는 컴퓨팅 기술 등에 초점을 맞출 수 있다.

## 융합 방향
좀 더 자세히 설명하자면, 일반적으로 과학과 컴퓨터 과학을 구분해서 말할 때, 과학 (physical science)은 관찰된 현상을 설명하거나 관찰을 통해 법칙을 이끌어 내는 분석적 학문활동을 말하고, 컴퓨터 과학은 예상되는 동작을 지원하기 위해 만들어지는 알고리즘을 종합적으로 다루는 학문을 의미한다. 웹 사이언스는 이 두 가지 패러다임을 합치는 방법을 신중하게 찾으려고 하는 것이다. 웹의 폭이 넓어지고 다중 사용자 기반으로 바꿈에 따라 수학, 컴퓨터 과학, 인공 지능, 사회학, 심리학, 물리학 및 경제학 같은 분야가 참여하는 학제간 연구가 필연적이 되었다.

## 사회 영향
또한, 웹이 인간 상호 작용 시스템의 일부라는 점도 기억해야 한다. 웹은 사회에 크게 영향을 미치고 있고, 이전보다 더 많은 영역에서 정보를 만들 수 있는 기회와 도전을 만들어 내고 있다 [2]. 예를 들면 웹에서 만나는 사람들 간의 의사소통, 신뢰, 자기 정체성, 집단 지능의 구현 등이 대표적인 웹 사이언스의 주제가 될 수 있고 미디어로서의 인터넷이나 (마이크로) 블로깅의 사회 정치적 의미, 그룹 의사 결정 모델, 온라인 평판 등 사회적인 주제도 웹 사이언스의 영역이라고 할 수 있다. 웹을 중심으로 인문학과 법학, 자연과학 등 다양한 학문이 융합된 새로운 학문 영역이라고도 할 수 있다. 결국 웹/사람/데이터에 대한 다양한 학문적 접근을 통해 웹 사이언스를 보다 폭넓게 이해할 수 있을 것이다. 웹 사이언스는 아직 많은 부분이 규정되지 않은 것이 사실이다. 그러나 웹 자체가 다른 모든 생활의 기반으로 점점 더 성장해 가고 있다는 점에서 기술적인 측면뿐 아니라 사회 현상이나 문화적인 측면으로 웹을 재해석하는 것은 새로운 사회 형태를 전망하는데 의미가 있다는 평가를 받고 있다.
웹 사이언스에 대한 첫 번째 국제 컨퍼런스는 2009년 3월 그리스에서 개최되었다. 국내에서는 카이스트 웹사이언스 공학전공 및 전자신문사 주관으로 International Web Science and Technology Symposium이 2011년 서울에서 개최되었다. 해당 심포지움에서는 국내외 전문가가 대거 참석하여 웹에 대한 다양한 시각 및 트렌드를 공유하는 시간을 가진바 있다.

## 연구 분야
- 신뢰와 프라이버시(Trust and privacy)
- 소셜 네트워크(Social Networks)
- 협업(Collaboration)

## 관련 주요 컨퍼런스
- International World Wide Web Conference (WWW): http://www2013.org/
- International AAAI Conference on Weblogs and Social Media (ICWSM): http://www.icwsm.org/2013/
- The ACM SIGCHI Conference on Human Factors in Computing Systems (CHI): http://chi2013.acm.org/
- The AAAI Conference on Human Computation and Crowdsourcing (HCOMP):  http://www.humancomputation.com/

## 서지 정보
- Lohr, Steve (November 2, 2006), The New York Times. "Group of University Researchers to Make Web Science a Field of Study"
- Tim Berners-Lee, Wendy Hall, James Hendler, Nigel Shadbolt, Daniel J. Weitzner (August 2006).
- "Creating a Science of the Web". Science 313 (11): 769. doi:10.1126/science.1126902.
- Julià Minguillon, Daniel Riera, Kieron O'Hara and Wendy Hall (October 2008).
- "Web Science (dossier)"[깨진 링크(과거 내용 찾기)].UOC Papers (7): 25.

## 같이 보기
- 월드 와이드 웹